# Kroatien i olympiska vinterspelen 1994
Kroatien deltog i olympiska vinterspelen 1994. Kroatiens trupp bestod av 3 idrottare, alla var män. 

## Resultat

### Alpin Skidåkning
- Super-G herrar
  - Vedran Pavlek - 41

- Storslalom herrar
  - Vedran Pavlek - 27

- Slalom herrar
  - Vedran Pavlek - ?

### Längdskidåkning
- 10 km herrar
  - Siniša Vukonić - 56
  - Antonio Rački - 79

- 30 km herrar
  - Siniša Vukonić - 44
  - Antonio Rački - 62

- 50 km herrar
  - Antonio Rački - 52
  - Siniša Vukonić - 54

- 10+15 km herrar
  - Siniša Vukonić - 44
  - Antonio Rački - 71